# Wagner Lamounier
Wagner „Antichrist” Lamounier – brazylijski gitarzysta i wokalista metalowy.
Jako wokalista był krótko członkiem Sepultury, tuż po jej założeniu w 1983. Prywatne był znajomym z dzieciństwa braci Cavalera. Został usunięty z Sepultury po odkryciu jego kleptomańskich skłonności, jako że zabierał z sali prób sprzęt muzyczny grupy i usiłował go sprzedawać. Prócz wersji mówiącej o jego wykluczeniu z grupy, była także relacja o samowolnym odejściu ze składu.
Potem założył grupy blackmetalowej Sarcófago, której był liderem w latach osiemdziesiątych i dziewięćdziesiątych. Sepultura była wrogo nastawiona do tej formacji, zaś sam Lamounier negatywnie wypowiadał się o swoim dawnym zespole.